# Перегони (жанр відеоігор)

Need for Speed: Underground (2003)

Перего́нова відеогра́ (або автосимуля́тор) — жанр відеоігор, в якому гравець керує транспортним засобом. Для гри в автосимулятори можна користуватися клавіатурою та мишею або використовувати спеціальний контролер — комп'ютерне кермо, коробку передач та педалі.

## Історія

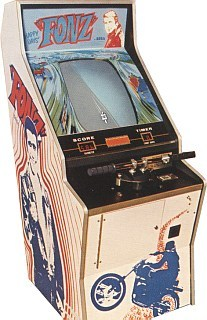
Fonz (1976)

### 1970-ті
У 1973 р. Space Race компанії Atari стала першою грою з гонками — щоправда, не на перегоновій трасі, а в космосі. Два космічні кораблі вели перегони проти керованих автоматом кораблів і один проти одного, уникаючи зіткнень з кометами і метеоритами. Гравець міг кермувати кораблем в одній площині. В тому ж році Taito випустила аналогічну гру Astro Race вже з чотирипозиційним джойстиком. У наступному році та ж Taito випустила Speed Race, першу гру з гонками по дорозі. Автором був Томохіро Нісікадо, відомий за Space Invaders. Гра була виконана в перспективі «з пташиного польоту» і з графікою, що прокручується. Дорога розширювалася і звужувалася; проти гравця були машини, що керувалися автоматом, яких ставало все більше, коли кількість очок зростала. Автомат був забезпечений кермом і педалями. У США гра вийшла під назвою Wheels, перевидана Midway Games. У тому ж 1974 Atari випустила свою перегонову гру, Gran Trak 10, в якій була видна вся траса цілком. Треба було їздити на час (але не один проти одного).
У 1976 році та ж Taito випустила Crashing Race, автомат на двох гравців, в якому слід було не уникати ворожих машин, а стикатися з ними, щоб набирати очки; гравець, який отримав більше очок, вигравав. У тому ж році вийшов Moto-Cross (згодом перейменований в Fonz, за аналогією з тодішнім сіткомом «Щасливі дні») компанії Sega з перспективою «зверху -ззаду». Завданням було їхати на мотоциклі, ухиляючись від перешкод та інших мотоциклістів. У грі були зачатки force feedback: кермо вібрувало при зіткненні. У тому ж 1976 Sega випустила аналогічну за характеристиками автогонку Road Race.  Night Driver компанії Atari показав вид з кабіни. Аналогічно Gran Trak 10, була тільки гонка на час.
У 1977 році Micronetics випустила Night Racer, гонку з видом з кабіни, аналогічну Night Driver. Twin Course TT від Sega дав можливість двом змагатися один з одним.  Road Champion компанії Taito став першим перегоном проти керованих комп'ютером машин — треба було перетнути фінішну межу раніше них. Head On (Sega, 1979) був «грою в машинки» в лабіринті; гру можна назвати предтечею Pac-Man. Monaco GP (Sega, 1979) відрізнявся від попередніх ігор вертикальною прокруткою і кольоровою графікою. Гонка-бойовик The Driver (Kasco) проєктувала на екран відео з 16-мм плівки; гравець повинен був повторювати кермом і педалями руху машини (пізніше це було переванайдено у вигляді Quick Time Events).

### 1980-ті
У грі Rally-X (Namco, 1980) з'явилися фонова музика і прокрутка в обох напрямках. На мінікарті відображалося положення суперників. Гра Alpine Ski (Taito, 1981), хоч і не гонка, дозволяла маневрувати лижником на слаломній трасі.  Turbo (Sega, 1981) дала перегоновим іграм класичний вид «з хвоста» і псевдотривимірній спрайтовій графіці.
Найвдалішим автоматом свого часу був Pole Position (Namco / Atari, 1982). У грі була одна, але справжня траса (Фудзі), спочатку треба було пройти кваліфікаційне коло, потім гонку. Хоч і не перша гонка з виглядом «з хвоста», Pole Position стала еталоном для численних наслідувань.  Pole Position II поліпшив графіку і додав ще кілька трас.
TX-1 (Tatsumi, 1983) була цікава тим, що перед поворотами доводилося гальмувати, а при втраті управління можна було увійти в керований занос. У кермі була вібрація, а дорога була з розвилками.
Change Lanes (Taito, 1983) ввела витрату палива. Roller Aces/Fighting Roller (Kaneko, 1983) став першою гонкою на роликах. Першою спробою принести кермовий контролер в будинок став Turnin' Turbo Dashboard (Tomy, 1983). У 1984 році випустили перші ігри на лазерних дисках з «живим» відео. Тривали експерименти з геймплеєм: наприклад, Excitebike (Nintendo, 1984), трюкова мотогонка в бічній проєкції, дозволяла будувати власні траси.
Гонки того часу більше тяжіли до аркадного керування, в першу чергу через апаратні обмеження. Втім, знаходилися люди, що намагалися зробити комп'ютерні гонки настільки реалістичними, наскільки це можна; в їх числі був Джефф Креммонд. Гра REVS, випущена для BBC Micro являла собою гонку « Формули-3» і забезпечувала максимально реалістичне (на ті часи) управління машиною.
Ігровий автомат Hang-On (Sega, 1985) управлявся нахилами корпусу, як справжній мотоцикл, і вважався першим мотосимулятором як за реалізмом, так і за штучним інтелектом комп'ютерних мотоциклів. Автомат використовував 16-бітний процесор і псевдотривимірну графіку с високою кадровою частотою. Turbo Esprit (Durell, 1986) став першою грою з їздою по місту і першою грою, в якій у машини працювали «поворотники». Out Run (Sega, 1986), з двома процесорами Motorola 68000 на борту, став однією з найкрасивіших перегонових ігор свого часу. WEC Le Mans (Konami, 1986) Став спробою точно відтворити відому гонку, зі зміною дня і ночі, вдалим керуванням і вібруючим кермом. Final Lap (Namco, 1987) дозволяв з'єднати до 8 автоматів між собою. У грі мався «автодогін» (catch-up, rubber-banding): чим швидше їздив гравець, тим швидше їздили суперники. Надалі автодогін стане однією з візитних карток Mario Kart. Rad Racer (Square, 1987) став першою стереоскопічним перегоном. RoadBlasters (Atari, 1987) стала однією з перших гонок зі стріляниною.
Chase H.Q. (Taito, 1988) міг похвалитися захоплюючим динамічним геймплеєм. Namco в тому ж році відповіла грою Winning Run з примітивною тривимірною графікою.
Автомат Hard Drivin' (Atari, 1989) давав повноцінну тривимірну графіку і справжній force feedback — на поворотах кермо виривався з рук гравця. При зіткненні запускався повтор з іншої точки. У тому ж році Papyrus Design Group, в особі Девіда Каеммера і Омара Хударі, розробила найбільш реалістичну гру свого часу — Indianapolis 500: The Simulation. Вперше реалізували настоянку підвіски, телеметрію, розподіл ваги між колесами. Модель ушкоджень, хоч і нереалістична за сучасними мірками, давала видовищні завали.

### 1990- ті
Formula One Grand Prix Креммонда в 1992 році стала найкращою грою в сімрейсингу — поки в 1993 не вийшов IndyCar Racing. Formula One Grand Prix могла похизуватися деталями, яких тоді в комп'ютерних іграх ще не було: хорошою симуляцією, зручним управлінням і повністю відтвореним сезоном 1991 «Формули-1».
Найкращою аркадною гонкою того часу став Virtua Racing (Sega, 1992). Хоч і не перша гонка з тривимірною графікою (до цього були Winning Run, Hard Drivin ' та  Stunts), вона поєднала найкращі риси цих ігор: дозволяла грати на кількох автоматах один проти одного, мала чітку тривимірну графіку — загалом, стала еталоном перегонових ігор. Nintendo запропонувала на SNES гру Super Mario Kart. Знайомі персонажі із серії Super Mario ганяли один проти одного на маленьких маневрених апаратах, з яскравою, різнобарвною графікою і бонусами, що розганяли гравця і гальмували супротивників.
У 1993 році Namco завдали удару у відповідь з Ridge Racer, тим самим почавши полігональну війну перегонових ігор. У цьому ж році Sega випустила Daytona USA, одну з перших відеоігор, що включала фільтрацію, текстуровані полігони, даючи найбільш деталізовану графіку, досі небачену у відеоіграх. Через рік Electronic Arts випустила The Need for Speed, яка пізніше породила найуспішнішу в світі серію перегонових ігор і одну з десяти найбільш успішних відеоігрових серій. У цьому ж році Midway представили Crusin 'USA. У 1995 році була випущена Sega Rally Championship, яка представляла гравцям ралійні гонки і включала кооперативну гру разом із звичайним змагальним мультиплеєром.
Sega Rally була також першою грою, що включала водіння на різних поверхнях (включаючи асфальт, гравій і бруд) з різними властивостями тертя, відповідно змінюючи поведінку машини, роблячи гру важливою віхою жанру. У 1996 році Konami представили GTI Club, яка дозволяла вільно їздити в ігровому світі. Atari не приєднуватися до 3D манії до 1997 року, коли була випущена San Francisco Rush.